# Munns Road
Munns Road est une communauté dans le comté de Kings sur l'Île-du-Prince-Édouard, au Canada, au nord-est de Souris.